# 汇鑫街道
汇鑫街道，是中华人民共和国山東省聊城市高唐县下辖的一个乡镇级行政单位。

## 行政区划
汇鑫街道下辖以下地区：
银海社区、西苑社区、汇鑫社区、顺德社区、和平社区、吉鑫社区、鑫诚社区村和鑫源社区村。